# Родичев, Алексей Викторович
Алексей Викторович Родичев (род. 24 марта 1988, Балаково) — российский волейболист, доигровщик.

## Клубная карьера
В волейбольную секцию пришёл в 7 лет вслед за старшим братом. Занимался под руководством тренера Валентина Викторовича Решетникова. Начинал карьеру связующим, потому что выступал в командах более старшего возраста. Позже переквалифицировался в диагонального. Стал чемпионом и лучшим диагональным в юношеском чемпионате России.
В 16 лет попал в первую профессиональную команду — «Уралсвязьинформ». В 18 лет пробился в основной состав и закрепился там уже на позиции доигровщика, став впоследствии одним из лидеров команды.
В 2009 году перешёл в сургутский «Газпром-Югра», где выступал на протяжении восьми лет. Являлся капитаном команды.
Принимал участие в Матче звёзд в 2013 и в 2014 году.
По окончании сезона 2016-2017 было объявлено, что Родичев покидает «Газпром-Югра» и продолжит карьеру в новосибирском «Локомотиве». Стал чемпионом России сезона-2019/2020.

## Карьера в сборной
В 2012 и 2014 году привлекался в состав сборной России на матчи интерконтинентального раунда Мировой лиги. В сентябре 2018 года выступал на чемпионате мира в Италии и Болгарии.

## Личная жизнь
Женат. Супруга — Екатерина. В 2018 году у пары родилась девочка.